# Doctor Atomic
Doctor Atomic ist eine Oper des zeitgenössischen amerikanischen Komponisten John Adams im postminimalistischen Stil. Das Libretto schrieb Peter Sellars. Die Premiere fand am 1. Oktober 2005 an der San Francisco Opera statt. Das Bühnenwerk spielt im Jahre 1945 im US-amerikanischen Los Alamos National Laboratory in der Wüste von New Mexico und befasst sich mit den emotionalen Spannungen und Ängsten der am Manhattan-Projekt beteiligten Wissenschaftler, Regierungsbeamten und Militärangehörigen während der Vorbereitungen zum Test der ersten Atombombe (Trinity-Test). Die Werkkonzeption von Doctor Atomic ähnelt den früher entstandenen Adams-Opern Nixon in China und The Death of Klinghoffer. Auch in Doctor Atomic erforscht der Komponist die Charaktereigenschaften und Persönlichkeiten der Schlüsselfiguren eines historischen Ereignisses. Die historischen Geschehnisse selbst rücken dabei in den Hintergrund. Über die Entstehung der Oper wurde im Jahr 2007 ein Dokumentarfilm mit dem Titel Wonders Are Many produziert. Die deutsche Erstaufführung fand am 13. Februar 2010 im Saarländischen Staatstheater in Saarbrücken statt.

## Handlung
Der erste Akt spielt etwa einen Monat vor dem ersten Atombombentest, der zweite Akt am frühen Morgen des 15. Juli 1945, dem Tag des Tests. Das Werk konzentriert sich auf die Schlüsselfiguren des Manhattan-Projekts, insbesondere Robert Oppenheimer und General Leslie Groves, beschäftigt sich aber auch mit Oppenheimers Frau Kitty und deren Ängsten über die Tätigkeit ihres Ehemanns. Die inneren und äußeren emotionalen Spannungen verdichten sich im Laufe des zweiten Aktes und des bevorstehenden Bombentests. In einigen Szenen stellt Adams ein stark verlangsamtes Zeitempfinden der Protagonisten dar, das in scharfem Kontrast zur hektischen Betriebsamkeit auf dem Testgelände steht. Die Oper endet im letzten, stark in die Länge gezogenen, Moment vor der Explosion der Bombe. Adams und Sellars zeichnen den US-amerikanischen Physiker Robert Oppenheimer, den „Vater der Atombombe“, nicht klischeehaft als modernen Doktor Faust, sondern versuchen, die Figur psychologisch tiefer auszuleuchten.

## Libretto
Große Teile des Operntextes wurden aus freigegebenen US-amerikanischen Regierungsdokumenten und der Korrespondenz der am Projekt beteiligten Wissenschaftler, Regierungsbeamte und Militärvertreter adaptiert. Weitere Textteile stammen aus Gedichten von Charles Baudelaire, John Donne und Muriel Rukeyser, der Bhagavad Gita und einem traditionellen Tewa-Lied. Nach den ersten Aufführungen wurden Teile des Librettos von Adams und Sellars nachträglich abgeändert. Damit trugen sie der Kritik des damaligen Präsidenten der American Physical Society, Marvin Cohen, Rechnung, der bemängelt hatte, dass Teile des Librettos (insbesondere der Eröffnungschor) in wesentlichen Punkten naturwissenschaftlich nicht korrekt seien.

## Premiere
Bei der Uraufführung in der San Francisco Opera führte Peter Sellars Regie. Die musikalische Leitung hatte Donald Runnicles. Für die Choreographie war Lucinda Childs verantwortlich. Die Besetzungen der Hauptrollen waren: Gerald Finley als Robert Oppenheimer, Richard Paul Fink als Edward Teller, Thomas Glenn als Robert Wilson, Kristine Jepson als Kitty Oppenheimer, Eric Owens als General Leslie Groves, James Maddalena als Jack Hubbard, Jay Hunter Morris als Captain James F. Nolan, Beth Clayton als Pasqualita und Seth Durant als Peter Oppenheimer (Oppenheimers Sohn).
Die Arie Easter Eve, 1945 (Kitty Oppenheimer) nach Muriel Rukeysers gleichnamigen Gedicht wurde von Audra McDonald im Mai 2004 mit den New Yorker Philharmonikern unter der Leitung von John Adams uraufgeführt.
Vom Part der Kitty Oppenheimer existieren mehrere – von Adams selbst verfasste – Versionen in Sopran- und Mezzosopranlage.

## Doctor Atomic Symphony
2007 arbeitete Adams Orchesterparts der Oper und Bearbeitungen einiger Arien (wie Oppenheimers Batter My Heart) zur rein orchestralen Doctor Atomic Symphony um. Dieses Werk wurde am
16. März 2007 vom Saint Louis Symphony Orchestra unter der Leitung von David Robertson uraufgeführt.

## Spätere Produktionen
Nach den ersten Aufführungen haben Adams und Sellars einige wesentliche Änderungen am Werk und der Produktion vorgenommen.

## Auszeichnungen
Die Inszenierung von Yuval Sharon im Staatstheater Karlsruhe in der Saison 2013/2014 erhielt den Götz-Friedrich-Preis für Regie.